# Phyllobates lugubris
Phyllobates lugubris is een kikker uit de familie van pijlgifkikkers (Dendrobatidae). De soort werd voor het eerst wetenschappelijk beschreven door Eduard Oscar Schmidt in 1857. Oorspronkelijk werd de wetenschappelijke naam Dendrobates lugubris gebruikt.

## Uiterlijke kenmerken
De kikker bereikt een lichaamslengte van 21 millimeter (mannetjes) tot 24 mm (vrouwtjes). De kleur is zwart met gele lengtestrepen en blauw gespikkelde poten en flanken. De ogen zijn relatief groot en hebben een zwarte pupil, de ogen zijn moeilijk te zien door de zwarte kleur van de kop.

## Voortplanting en ontwikkeling
De vrouwtjes zetten de eieren af in een holletje in de bodem dat door zowel het vrouwtje als het mannetje is uitgegraven. De eieren worden regelmatig bezocht door het mannetje die de eieren vochtig houdt door erop te plassen. Als de kikkervisjes uitkomen worden ze door het mannetje in groepjes van vijf tot tien op de rug getransporteerd naar het oppervlaktewater. Hier ontwikkelen ze zich verder tot kleine kikkertjes. De kikkervisjes leven van planten en zijn niet kannibalistisch zoals voorkomt bij verwante soorten pijlgifkikkers.

## Verspreiding en habitat
De soort komt voor in delen van Midden-Amerika en leeft in de landen Costa Rica en Panama. Zijn natuurlijke leefgebieden zijn (sub)tropische regenwouden, rivieren, plantages en zwaar beschadigde bossen. De kikker wordt vooral bedreigd door de afname van zijn leefgebied.